# Hołod´ky (obwód winnicki)
Hołod´ky (ukr. Голодьки) – wieś na Ukrainie, w obwodzie winnickim, w rejonie chmielnickim, w hromadzie Chmielnik, nad Bohem. W 2001 roku liczyła 952 mieszkańców.
Miejscowość wzmiankowana była po raz pierwszy w XIV wieku.